# Hercostomus armenorum
Hercostomus armenorum är en tvåvingeart som beskrevs av Stackelberg 1934. Hercostomus armenorum ingår i släktet Hercostomus och familjen styltflugor. Inga underarter finns listade i Catalogue of Life.